# Utne Reader
Utne Reader (cunoscută, de asemenea, ca Utne) este o revistă americană trimestrială care colectează și retipărește articole pe teme de politică, cultură și mediu, provenite în general din surse mass-media alternative, inclusiv ziare, reviste, buletine informative, săptămânale și DVD-uri.
Scriitorii și redactorii colaboratori ai revistei contribuie cu recenzii ale unor opere de artă, literare sau muzicale și cu articole originale, care tind să se concentreze pe noile tendințe culturale. Site-ul revistei produce zece bloguri care se referă la politică, mediu, media, spiritualitate, știință și tehnologie, literatură și arte. Numele publicației provine de la fondatorul Eric Utne. „Utne” rimează cu cuvântul englezesc „chutney” (condiment aromat originar din India) și înseamnă „neconvențional” în limba norvegiană.

## Istoric
Revista a fost fondată în 1984 de Eric Utne cu denumirea Utne Reader. Eric Utne a condus revista până la sfârșitul anilor 1990, când conducerea ei a fost preluată de soția lui de atunci, Nina Rothschild Utne. Revista a avut sediul în Minneapolis.
Logo-ul de pe copertă a fost schimbat în simplul Utne în 2003, revista continuând să apară până în 2006 cu subtitlul A Different Read on Life.
În 2006 revista a fost achiziționată de grupul editorial Ogden Publications, editorul publicațiilor Grit, Mother Earth News, Natural Home și a altor reviste. A fost reluat titlul anterior Utne Reader, iar revista s-a concentrat din nou pe misiunea sa inițială de a retipări „cea mai bună presă alternativă”.
Potrivit ziarului New York Times, Utne Reader a fost o revistă de frunte a saloanelor literare din anii 1980, dezbătând chestiunile actuale. Utne Reader a fost o sursă timpurie care a prezentat mișcarea acoprit începutul anului a fost o sursă de acoperire a mișcării mitopoetice atunci când aceasta a ieșit în evidență pentru prima dată la începutul anilor 1990.

## Premiile Utne pentru presă independentă
În fiecare an, revista acordă premiile Utne pentru presă independentă, care onoarează revistele independente și alternative din întreaga lume. Printre câștigătorii acestui premiu în trecut au fost Wilson Quarterly, In These Times, Virginia Quarterly Review, Mother Jones, Orion, High Country News, Gnosis și New Internationalist.

## În cultura populară
În episodul „King-Size Homer” al serialului comic de animație Familia Simpson, Lisa Simpson primește o scrisoare pentru a face un abonament la Utne Reader. Un episod ulterior, Dad Behavior”, se referă din nou la colecția de reviste a Lisei.
În episodul „The Son Also Draws” al serialului comic de animație Family Guy, Brian Griffin este văzut citind revista.

## Legături externe
- Utne Reader
- Utne Institute Arhivat în 18 decembrie 2014, la Wayback Machine.